# Ion Gheorghe Maurer
Ion Gheorghe Maurer (ur. 23 września 1902 w Bukareszcie, zm. 8 lutego 2000 tamże) – rumuński prawnik i działacz komunistyczny. W latach 1958–1961 sprawował urząd Przewodniczącego Prezydium Wielkiego Zgromadzenia Narodowego Rumuńskiej Republiki Ludowej (głowa państwa rumuńskiego). Premier Rumunii od 21 marca 1961 r. do 27 lutego 1974 r.

## Życiorys
Urodził się w dobrze sytuowanej rodzinie. Ojciec był z pochodzenia Niemcem, a matka Francuzką. W 1923 roku ukończył studia na wydziale prawa Uniwersytetu Bukareszteńskiego; na tym samym uniwersytecie uzyskał również doktorat. Jako adwokat, wraz z Lucrețiu Pătrășcanu, bronił w głośnym procesie działaczy komunistycznych w 1936 roku w Krajowej, w którym w roli oskarżonych występowali m.in. Ana Pauker i Alexandru Drăghici. W tym okresie wstąpił do Komunistycznej Partii Rumunii (KPR). W czasie II wojny światowej w latach 1942–1943 był internowany za działalność komunistyczną; po zwolnieniu przebywał w ukryciu. Organizował ucieczkę z obozu w Târgu Jiu późniejszemu Sekretarzowi Generalnemu KPR Gheorghe Gheorghiu-Dejowi na kilka tygodni przed zamachem stanu przeciwko reżimowi gen. Iona Antonescu (23 sierpnia 1944 roku), w którym komuniści odegrali ważną rolę.
Od 1945 roku był członkiem Komitetu Centralnego KPR (z przerwą w latach 1955–1960), związanym z grupą tzw. działaczy „krajowych”, której przewodził Gheorghe Gheorghiu-Dej, a która przeciwstawiała się w rozgrywkach wewnątrzpartyjnych komunistom przysłanym z Moskwy (m.in. Anie Pauker i Vasile’owi Luce). W pierwszych latach powojennych Maurer sprawował szereg funkcji ministerialnych, m.in.: podsekretarza stanu w ministerstwie komunikacji w rządzie Petru Grozy, ministra edukacji narodowej 1946–1947 i ministra przemysłu i handlu 1947–1948. Wzrost znaczenia Maurera, i przyśpieszenie jego kariery, nastąpił w drugiej połowie lat 50., kiedy objął tekę ministra spraw zagranicznych (1957–1958) oraz funkcję Przewodniczącego Prezydium Wielkiego Zgromadzenia Narodowego (1958–1961).
W 1961 roku, po podjętej na fali destalinizacji m.in. przez Iosifa Chișinevschiego i Constantina Pîrvulescu nieudanej próbie odsunięcia od władzy Gheorghe Gheorghiu-Deja, został wybrany do Biura Politycznego Komunistycznej Partii Rumunii w miejsce Pîrvulescu. W tym samym 1961 roku objął po Chivu Stoice funkcję premiera, którą sprawował nieprzerwanie przez następne 13 lat.
Według niektórych relacji, Maurer miał zostać mianowany na łożu śmierci przez Gheorghe Gheorghiu-Deja jego sukcesorem, jednak zrezygnował prawdopodobnie ze względu na swoje pochodzenie – ojca Niemca i matkę Francuzkę. W walce o sukcesję po Gheorghiu-Deju w 1965 roku przeciwstawił się kandydaturze Gheorghe Apostola na stanowisko Sekretarza Generalnego Rumuńskiej Partii Komunistycznej, umożliwiając tym samym wybór Nicolae Ceaușescu. Jego poparcie dla Ceaușescu i pomoc udzielona temu ostatniemu w marginalizacji działaczy blisko związanych z Gheorghiu-Dejem umożliwiły mu zachowanie stanowiska premiera aż do 1974 roku, kiedy popadł częściowo w niełaskę i odszedł na emeryturę. Mimo wycofania się z czynnej polityki zdołał zachować poprawne relacje z Ceaușescu, co pozwoliło mu uczestniczyć w najważniejszych uroczystościach państwowych. Zmarł w Bukareszcie w 2000 roku.